# Маніфест 19 лютого 1861

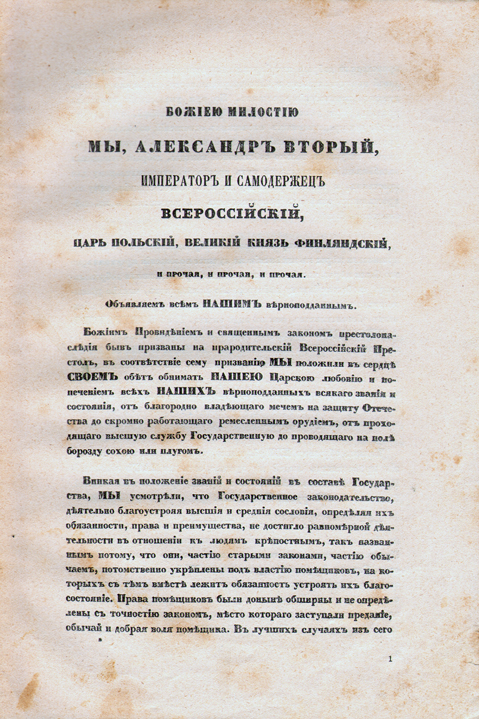
Факсиміле маніфеста 19 лютого 1861 року по виданню «'», 1911 рік

Маніфест 19 лютого 1861 — звернення російського імператора Олександра II до всього народу у зв'язку з проведенням селянської реформи 1861. Маніфест було проголошено через 2 дні після обговорення проєкту реформи в Державній раді Російської імперії. Імп. Олександр II бажав бачити його не лише як офіційно-урочистий документ, але і як пропагандистсько-агітаційний. Первісні варіанти у зв'язку з цим йому не подобалися. Символічно, що складання маніфесту було доручено митрополиту Московському і Коломенському Філарету (Дроздову) — визнаному «корифею церковного красномовства». Митрополит Філарет (Дроздов) мав уже досвід складання подібних документів. Він за дорученням імп. Олександра I писав проект маніфесту про зречення від престолу великим князем Костянтином Павловичем на користь великого князя Миколи Павловича (з 1825 — імператор Микола I), про що знало в імперії лише кілька осіб. Імовірно, що саме Філарет (Дроздов) був автором маніфесту про переможне завершення Війни 1812. Сам автор маніфесту не схвалював реформу і в приватному листі писав, що не може всенародно хвалити цю царську милість, оскільки, з його погляду, реформа ущемлює права поміщиків, а тому є несправедлива, так як у свій час несправедливо була проведена секуляризація церковних земель російською імператрицею Катериною II.
Зважаючи на позицію митрополита Філарета (Дроздова) як затятого кріпосника (див. Кріпацтво), маніфест, що вийшов з-під його пера, був за стилем велемовним, вітієватим, важкуватим і малозрозумілим селянам. Осн. положення, задекларовані маніфестом, зводилися до наступного: мотивом, який підштовхнув владу до проведення сел. реформи, була «любов і опіка над усіма нашими вірнопідданими», яка не «досягла рівномірної діяльності стосовно людей кріпосних», а тому імп. Олександр II доручив дворянству, яке не раз доводило свою «відданість престолу і готовність жертвувати на користь Батьківщини», розробити закони про «нове облаштування побуту селян». «Дворянство, — як лицемірно заявлялося в маніфесті, — добровільно відмовилося від права на особистість кріпосних людей». «Пожертва» поміщиків полягала в наступному: кріпаки отримують повні права вільних від кріпосної залежності сільс. обивателей; поміщики зберігають за собою право власності на всі належні їм землі, а кріпакам, за виконання певних повинностей, передають у постійне користування садибну землю з усією осілістю, а щоб справно виконували всі обов'язки перед урядом, визначену кількість польової землі та ін. угіддя. За це селяни зобов'язані виконувати на користь поміщика встановлені в «Загальних положеннях про селян, які вийшли з кріпосної залежності» повинності (див. Тимчасовозобов'язані селяни). Разом з тим «дарувалося право» викупляти садибну землю, а зі згоди поміщика — й польову. Особливим положенням про дворових людей закріплювався для них 2-річний перехідний стан, після чого вони отримували повну свободу.
Виходячи з цих осн. засад маніфесту, визначалися й майбутнє громад. самоуправління селян, «даровані селянам і дворовим людям права і покладені на них обов'язки по відношенню до уряду та поміщиків». Для завідування справами сел. громад у кожній губернії засновувалися губернські присутствія, які складалися виключно з поміщиків, а для розгляду спірних питань, що виникали між поміщиками і селянами, в повітах вводилися посади мирових посередників. З мирових посередників скликався повітовий мировий з'їзд. У великих селах створювалися волосні правління, а дрібні сільс. громади об'єднувалися під одним волосним правлінням. Протягом 2 років по кожному сільс. т-ву вводилася в дію уставна грамота, в якій зазначалися кількість землі, що надавалася селянам в постійне користування, розмір повинностей на користь поміщика. До введення уставної грамоти всі селяни та дворові мали перебувати в підпорядкуванні поміщиків і «беззаперечно виконувати їх обов'язки». Поміщики ж зберігали на цей час повну владу над селянами з правами суду і розправи до появи волостей і волосних судів.
У маніфесті обстоювалися «законні права поміщиків» на землі і селян, які «не можуть бути забрані від них без суттєвої винагороди, або добровільної поступки; що суперечило б будь-якій справедливості — користуватися від поміщиків землею і не нести за це відповідні повинності». Самі ж селяни мусять з подякою сприйняти даровані їм права.
День підписання маніфесту зберігався у великій таємниці. Імп. Олександр II, усі урядові кола перебували в паніці, очікуючи нар. повстання. Напередодні обнародування маніфесту в бойову готовність були приведені військо і артилерія. Однак реальних сил на повстання в селян не було. Селянство зустріло маніфест і решту законів, які стосувалися реформи, з глибоким розчаруванням і невдоволенням. У ході ознайомлення з ним в Україні, що тривало з 9 березня по 2 квітня 1861, селяни повсюдно висловлювали своє обурення грабіжницьким характером реформи, відмовлялися вірити в те, що їм читали місц. попи. Продовжуючи наївно вірити в доброго «царя-батюшку», вони думали, що їм читають не царський маніфест, а сфабрикований поміщиками. У багатьох селах селяни України виявляли непокору, відмовляючись виконувати панщину та ін. повинності. Не знайшовши в маніфесті розв'язання осн. питання, а саме — землі і волі, селянство відкрито виступало проти осн. засад реформи.

## Дивись також
Медаль «За роботу у справі визволення селян із кріпацтва»
 Медаль «19 февраля 1861 года»